# ADPF 347
A Arguição de Descumprimento de Preceito Fundamental nº 347 (ADPF 347), julgada inicialmente pelo Supremo Tribunal Federal em setembro de 2015, é uma ação de controle de constitucionalidade ajuizada pelo Partido Socialismo e Liberdade - PSOL, na qual foi reconhecido o "estado de coisas inconstitucional" da situação do sistema carcerário brasileiro. Argumenta o partido que a situação atroz em que se encontram os presos brasileiros configura uma violação contínua de seus direitos fundamentais e humanos, denotando uma situação fática inconstitucional.
A petição inicial foi feita com base em representação feito pela Clínica de Direitos Fundamentais da Faculdade de Direito da UERJ, coordenada pelo constitucionalista Daniel Sarmento. Na audiência de julgamento preliminar, o advogado do partido argumentou em sustentação oral que: “Não há, talvez, desde a abolição da escravidão, maior violação de direitos humanos no solo nacional [...] Trata-se da mais grave afronta à Constituição que tem lugar atualmente no país”. Em resposta, o então advogado-geral da União, Luís Inácio Adams, disse que a situação atual não era decorrente dos contingenciamentos, mas sim da ausência de projetos proativos.
O relator do processo, o ministro Marco Aurélio, entendeu cabível a reclamação e concedeu inicialmente medida cautelar reconhecendo dois dos oitos pedidos, sendo posteriormente acompanhando pelos outros ministros. Determinou assim o STF a realização em todo o território nacional das audiências de custódia e a que a União liberasse imediatamente as verbas do Fundo Penitenciário Nacional, vedando outros contingenciamentos.
A decisão foi caracterizada como um exemplo de ativismo judicial e como responsável por criar a figura do estado de coisas inconstitucional na jurisprudência brasileira. O processo ainda encontra-se em tramitação.